# غارة

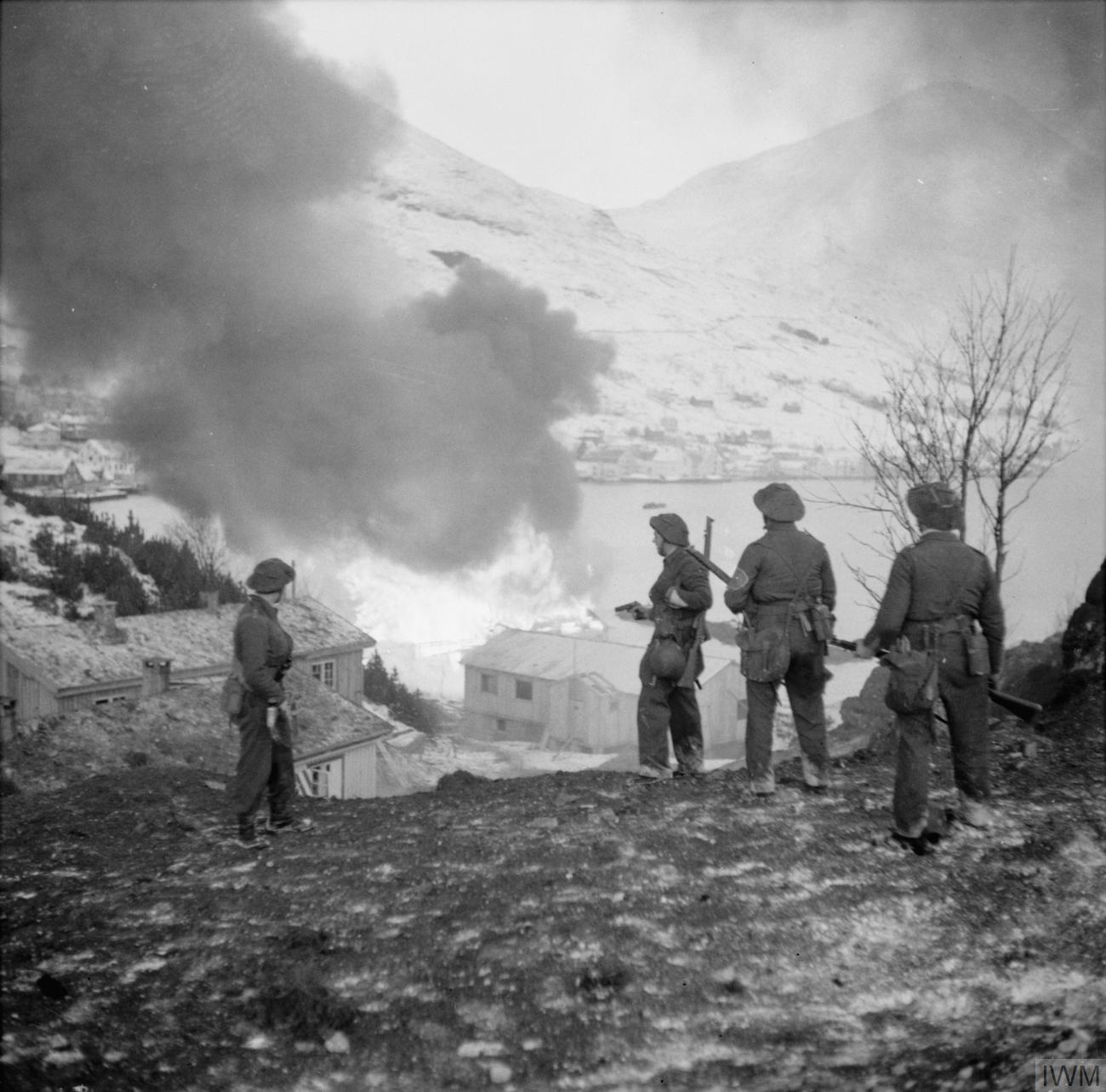
الغارة البريطانية على مواقع النازيين في النرويج.

الغارة (ج غارات) (بالإنجليزية: Raid) صورة من صور التكتيك العسكري والقتال العملياتي والتي يتولى القيام بها قوات المغاوير أو رجال حرب العصابات. والغارة هي هجوم عسكري خاطف في مؤخرة العدو عبر طريق معلوم على أهداف محددة مثل قتل قيادي كالغارة الجوية التي نفذها الأمريكان ضد أبو مصعب الزرقاوي وأودت بحياته أو تدمير أسلحة كالهجوم الياباني المدمر على بيرل هاربر. والغارة لا ترمي إلى الاستيلاء على مواقع العدو والسيطرة عليها وانما تنشد ضرب العدو بسرعة والعودة إلى خطوطها الدفاعية قبل أن يكون بوسع العدو تنظيم هجوم مرتد.

## أمثلة
- الهجوم على بيرل هاربر
- غارة شينجيانغ
- غارة أبو كمال
- عملية الساق الخشبية
- غارة جزيرة ماكين
- الغارات المصرية على ميناء إيلات الإسرائيلي

## حواش
1. ↑  مقابل غارة. نسخة محفوظة 11 مايو 2020 على موقع واي باك مشين.